# Integral no elemental
En matemáticas, una integral no elemental es una integral para la cual se puede demostrar que no existe ninguna fórmula en términos de funciones elementales (es decir: polinomios, funciones trigonométricas, exponenciales, logarítmicas y productos y composiciones de estas funciones). Se puede demostrar (aunque no fácilmente) que, dada una función al azar de cierta complejidad, la probabilidad de que tenga una primitiva elemental es muy pequeña. 

## Ejemplos
Algunos ejemplos de este tipo de funciones son: 
- {\displaystyle {\sqrt {1+x^{4}}}}
- {\displaystyle \ln(\ln x)\,}
- {\displaystyle {\frac {1}{\ln x}}}
- {\displaystyle e^{e^{x}}\,}
- {\displaystyle x^{x}\,}
- {\displaystyle e^{-{\frac {x^{2}}{2}}}\,} (véase Distribución normal)
- {\displaystyle \sin(x^{2})}

## Evaluación
La evaluación de integrales no elementales, a menudo se puede hacer empleando series de Taylor. Esto es así porque las series de Taylor siempre pueden integrarse como se haría con un polinomio ordinario, incluso si no hay ninguna primitiva elemental de la función que genere la serie de Taylor. 
Ahora bien, a veces no es posible ayudarse de las series de Taylor. Por ejemplo, si la función no es infinitamente derivable, no se puede generar una serie de Taylor. Incluso si se puede generar una serie de Taylor, también puede ser que resulte divergente y por lo tanto que no represente la función que se pretende integrar. Muchas funciones que son infinitamente derivables tienen derivadas de orden superior de una complejidad tal que no son prácticas de manejar. En estos casos, no es posible (o no es práctico) evaluar las integrales indefinidas, pero las integrales definidas sí se pueden evaluar numéricamente, por ejemplo empleando el método de Simpson. 